# 18643 Тео ван Рейссельберге
18643 Тео ван Рейссельберге (18643 van Rysselberghe) — астероїд головного поясу, відкритий 1 березня 1998 року.
Тіссеранів параметр щодо Юпітера — 3,336.
Названо на честь Тео ван Рейссельберге нід. Théo van Rysselberghe, 1862 — 1926) — бельгійського художника-пуантіліста.